# Hell Yes (EP)
Hell Yes, también llamado Ghettochip Malfunction, o GameBoy Variations, es el tercer EP del músico estadounidense Beck, lanzado el 1 de febrero de 2005.

## Grabación
Contiene remix de varias canciones del álbum Guero. La característica prominente es la persistente utilización de efectos de sonido y tonos generados desde sistemas de videojuegos de 8 bits o 16 bits, dando a las canciones un sonido retro de los 80s. Los dos artistas que son responsables de los remixes son 8-Bit y Paza Rahm (anteriormente conocido como Paza), ambos artistas son poco conocidos.

## Lista de canciones
Todas las canciones escritas y compuestas por Beck. 
| N.º   | Título                                                       | Duración |  |
| 1.    | «Ghettochip Malfunction» ("Hell Yes" remix por 8-Bit)        | 3:03     |  |
| 2.    | «Gameboy/Homeboy» ("Qué Onda Guero" remix por 8-Bit)         | 2:46     |  |
| 3.    | «Bad Cartridge» ("E-Pro" remix por Paza Rahm)                | 2:51     |  |
| 4.    | «Bit Rate Variations in B Flat» ("Girl" remix por Paza Rahm) | 2:50     |  |
| 11:07 |                                                              |          |  |